# Anne Charrier
Pour les articles homonymes, voir Charrier.
Anne Charrier, née le 16 mars 1974 à Ruffec (Charente), est une actrice française.
Révélée au grand public par la série télévisée Maison close, entre 2010 et 2013 sur Canal+, elle partage sa carrière entre le théâtre, le cinéma et la télévision.
Depuis, elle est une tête d'affiche régulière des productions diffusées sur les chaînes de France Télévisions, notamment avec le rôle-titre de la série Marjorie et le premier personnage féminin de la série Chefs, puis fait son apparition en 2023 dans la série Alex Hugo.

## Biographie

### Origines familiales et formation
Anne Charrier naît le 16 mars 1974 à Ruffec (Charente), mais sa famille vit à Fontclaireau, village de la commune de Mansle, situé sur la route nationale 10 à une vingtaine de kilomètres au nord d'Angoulême, .
Sa supposée filiation avec Brigitte Bardot et Jacques Charrier, qui seraient ses grands-parents, n'a pas de fondement : mariée en 1959 avec Jacques Charrier (né en 1936), Brigitte Bardot a eu un fils, Nicolas-Jacques (né en 1960), qui a lui même eu deux filles, Anna, née en 1988, aujourd'hui juriste et installée en Norvège et Théa.

### Débuts (1999-2008)
Elle commence sa carrière d'actrice en 1999 au théâtre dans La Nuit des rois de Shakespeare. Elle enchaîne ensuite avec d'autres pièces, tout en apparaissant dans diverses séries et téléfilms français(e)s - H (2002), Le Prix de l'honneur (2003), Avocats & Associés (2002 et 2004), Central Nuit (2004), jusqu'à finalement obtenir un rôle récurrent dans une série, La Crim', où elle apparait dans 18 épisodes diffusés entre 2005 et 2006.
Elle apparaît ensuite dans d'autres séries plus exposées : David Nolande, Léa Parker (2006), Joséphine, ange gardien (2007), ou Julie Lescaut (2008). Durant cette période, elle tient le premier rôle du film Paid (2006), un thriller noir à petit budget, qui passe inaperçu.

### Révélation sur Canal+ (2008-2011)
L'année 2008 marque un tournant : elle intègre la distribution principale d'une nouvelle série, Scalp, une série ambitieuse de Canal+ réalisée par Xavier Durringer sur le monde de la bourse. Le programme ne dépasse cependant pas huit épisodes. Elle tient aussi un petit rôle au cinéma dans le film policier MR 73, d'Olivier Marchal. Parallèlement, elleapparait dans d'autres séries sur TF1 et France 2 : Les Tricheurs, Femmes de loi, Duvall & Moretti.
En 2009, elle tient un rôle récurrent dans une nouvelle série, Ligne de feu, consacrée à la vie ds pompiers. Elle y apparait dans cinq des huit épisodes produits. Parallèlement, elle participe à trois épisodes de la série centrée sur des jeunes à peine diplômés, La Vie est à nous et tient le rôle d'une institutrice dans le film Une semaine sur deux (et la moitié des vacances scolaires), d'Ivan Calbérac.
L'année 2010 marque un second tournant : elle obtient deux rôles récurrents dans RIS police scientifique (2 épisodes au total) et la nouveauté Mes amis, mes amours, mes emmerdes... (11 épisodes) ; surtout, elle intègre la distribution principale d'une nouvelle série dramatique de Canal +, Maison Close. Elle y joue Vera, une prostituée de 35 ans en fin de carrière. Sa performance est saluée par la critique, et elle continuera à tenir ce rôle durant deux saisons, diffusées entre 2011 et 2013.
Au cinéma, elle enchaîne les rôles secondaires dans la comédie romantique L'Art de séduire, le thriller policier RIF (2011) et les comédies dramatiques La Stratégie de la poussette et Mes héros (2012). Elle apparait dans deux des six épisodes de Clash, consacrée à la vie de pré-adolescents.
Elle revient aussi au théâtre : en 2011, elle joue dans Au moment de la nuit, dans une mise en scène de Nicolas Briançon ; en 2012, elle retrouve ce metteur en scène pour Volpone.

### Confirmation sur France Télévisions (depuis 2013)

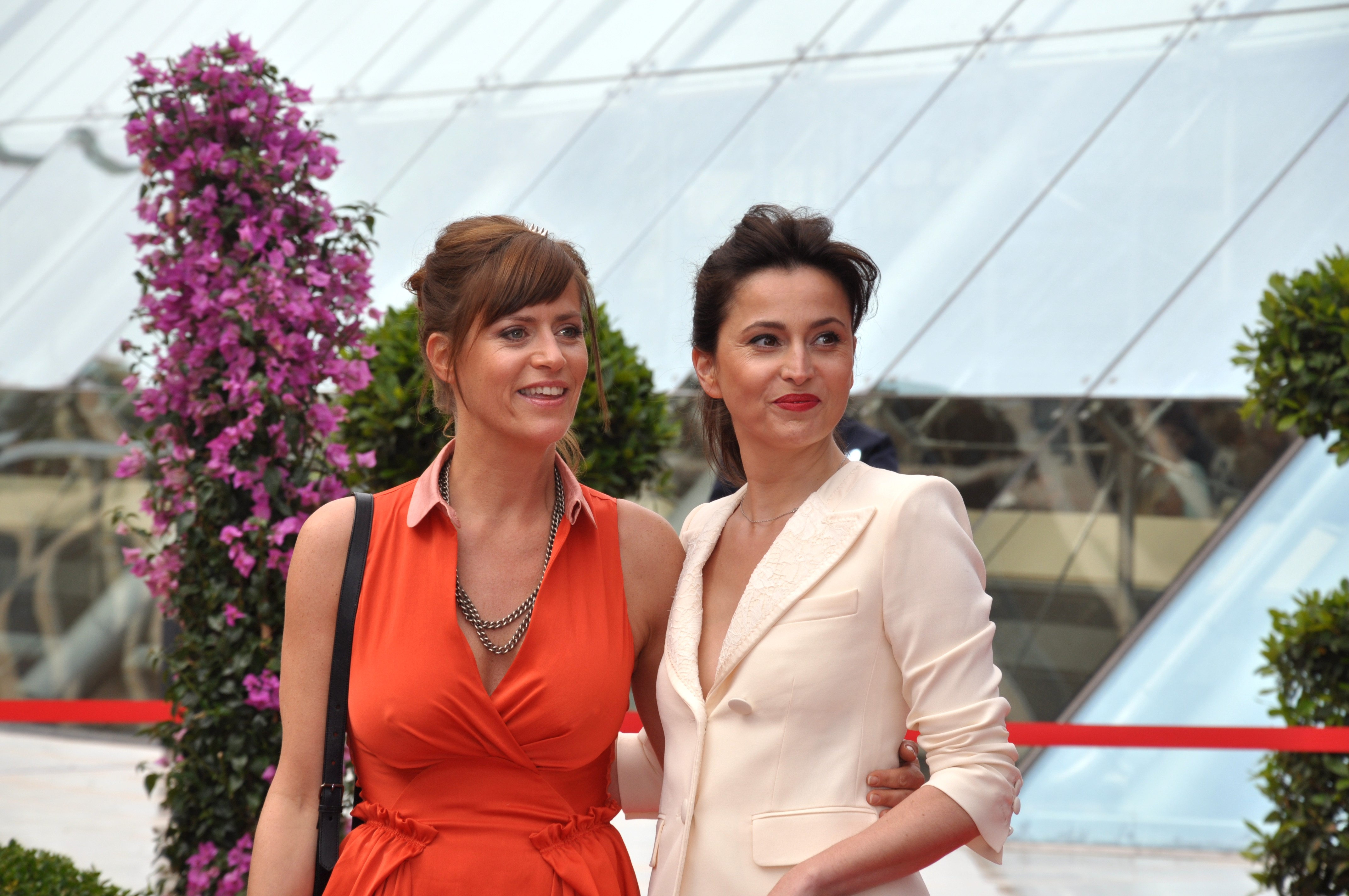
L'actrice aux côtés d'Anne Caillon au Festival de Télévision de Monte-Carlo 2013.

En 2013, alors que Maison Close se termine au bout de seulement deux saisons, elle apparait dans trois autres séries : la thriller Profilage (TF1), la familiale Fais pas ci, fais pas ça (France 2) et la policière Cherif (France 2). Elle tient aussi un petit rôle dans le thriller Le jour attendra d'Edgar Marie.
En 2014, elle s'installe durablement sur le service public de la télévision avec deux personnages réguliers. Tout d'abord, elle retrouve le réalisateur Ivan Calbérac pour le premier rôle d'un téléfilm écrit par Mona Achache, Marjorie (France 2). Parallèlement, pour la même chaîne, elle obtient le second rôle régulier de sa carrière dans la série culinaire Chefs, avec Clovis Cornillac. La première saison de six épisodes est diffusée en 2015.
La même année, elle tient le premier rôle de la pièce de théâtre Chambre froide et apparaît aussi au cinéma dans des rôles plus développés que d'habitude : le biopic Je compte sur vous de Pascal Elbé et la comédie dramatique chorale On voulait tout casser de Philippe Guillard. Enfin, elle revient pour le développement en série du téléfilm Marjorie. Un troisième épisode est diffusé en 2016.
En 2016, elle revient dans la seconde saison de Chefs, qui compte huit épisodes, mais dont les audiences déçoivent France 2. Sur France 3, elle tient le premier rôle féminin du téléfilm comique L'Entreprise, adapté d'une pièce de théâtre de Pierre Palmade.
Au cinéma, elle joue dans la comédie Marseille, de Kad Merad, la comédie dramatique historique Les Enfants de la chance de Malik Chibane, et participe à la comédie à petit budget L'Invitation, réalisée par l'acteur Michaël Cohen. Enfin, elle joue au théâtre de la Comédie des Champs-Élysées dans La Rivière, sur une mise en scène de Jérémie Lippmann.
En 2017, elle tient le premier rôle du téléfilm Prêtes à tout, de Thierry Petit, qui est récompensé au Festival du Film d'Alpe d'Huez, et lui vaut le prix de la meilleure interprétation féminine au Festival de la fiction TV de La Rochelle.
La même année, elle tient un second rôle au cinéma dans la comédie décalée Crash Test Aglaé, d'Éric Gravel. Au théâtre, elle est à l'affiche d'une adaptation de En attendant Bojangles, d'Olivier Bourdeaut, sur une mise en scène de Victoire Berger-Perrin.
En mai 2018, elle tient le rôle principal de la mini-série de France 2, Maman a tort, adaptation du roman éponyme de Michel Bussi réalisée par François Velle.
En 2020, elle rejoint la distribution de la série Peur sur le lac (TF1), où elle tient le rôle de Manon Carrère.

## Filmographie
Sauf indication contraire, les informations mentionnées dans cette section peuvent être confirmées par la base de données cinématographiques IMDb,  présente dans la section « Liens externes ».

### Cinéma

#### Longs métrages
- 2006 : Paid de Laurence Lamers : Paula
- 2008 : MR 73 d'Olivier Marchal : Vétérinaire
- 2009 : Une semaine sur deux (et la moitié des vacances scolaires) d'Ivan Calbérac : Clara
- 2011 : RIF de Franck Mancuso : Sandra Giuliani
- 2011 : L'Art de séduire de Guy Mazarguil : La fleuriste
- 2012 : Mes héros d'Éric Besnard : Stéphanie
- 2012 : La Stratégie de la poussette de Clément Michel : Lorraine
- 2013 : Le jour attendra d'Edgar Marie : Sarah
- 2015 : On voulait tout casser de Philippe Guillard : Hélène
- 2015 : Je compte sur vous de Pascal Elbé : Céline Lerbier
- 2016 : Marseille de Kad Merad : Valérie
- 2016 : Les Enfants de la chance de Malik Chibane : Tante Régina
- 2016 : L'Invitation de Michaël Cohen : Mathilde
- 2017 : Crash Test Aglaé d'Éric Gravel : Anne-Sophie, la DRH
- 2019 : Just a Gigolo d'Olivier Baroux : Sarah
- 2019 : Persona non grata de Roschdy Zem : Ella Montero
- 2020 : L'Aventure des Marguerite de Pierre Coré : Isabelle
- 2020 : Parents d'élèves de Noémie Saglio : Elise Canova
- 2022 : Le Temps des secrets de Christophe Barratier : Tante Rose
- 2022 : L'Astronaute de Nicolas Giraud : Eva Veredia
- 2024 : Neuilly-Poissy de Grégory Boutboul : La psy
- 2024 : Heureux Gagnants de Maxime Govare et Romain Choay : la banquière
- 2025 : Natacha (presque) hôtesse de l'air de Noémie Saglio : Madeleine Malo, la mère de Natacha
- 2025 : Connemara d'Alex Lutz

#### Courts métrages
- 2000 : Éléanne K de Guillaume Moreels : Éléanne
- 2000 : Argent content de Philippe Dussol : La fille
- 2005 : Cortèges de Thomas Perrier
- 2008 : Arrêt demandé de Thomas Perrier
- 2011 : Fatou de Nathalie Marchak
- 2015 : The Proposal de Sean Ellis : Emma
- 2016 : Happy New Year de Nathalie Marchak : Ann
- 2018 : Par le sang de Jonathan Delerue et Guillaume Enard : Alinor

### Télévision

#### Séries télévisées
- 2002 : H : Jessica
- 2002 : Âge sensible : Delphine Pagès
- 2002 / 2004 : Avocats et Associés : Une jeune avocate
- 2004 : Central Nuit : La réceptionniste
- 2005 : Prune Becker : Anne
- 2005 - 2006 : La Crim' : Lieutenant Nina Lefèvre
- 2006 : Léa Parker : Ariane Straten
- 2006 : David Nolande : Une jeune femme
- 2007 : Joséphine, ange gardien : Estelle Duval (saison 11, épisode 2 : Profession menteur)
- 2008 : Julie Lescaut : Coralie
- 2008 : Scalp : Hélène
- 2008 : Paris, enquêtes criminelles : Catherine
- 2008 : Les Tricheurs : Monica Casagrande
- 2008 : Femmes de loi : Madame Gauthier
- 2008 : Duval et Moretti : Juge Clément
- 2009 : Les Corbeaux : Nathalie
- 2009 : Ligne de feu : Laura Van Bommel
- 2009 : La Vie est à nous : Carole
- 2009 - 2010 : RIS police scientifique : Laura Manès
- 2009 - 2010 : Mes amis, mes amours, mes emmerdes...  : Nathalie
- 2010 - 2013 : Maison close : Véra
- 2012 : Clash : Béatrice Diop
- 2013 : Profilage : Alexandra Gilardi
- 2013 : Fais pas ci, fais pas ça : Isabelle
- 2013 : Cherif : Nathalie Plessard
- 2014 - 2019 : Marjorie : Marjorie Piponnier
- 2015 - 2016 : Chefs : Delphine, directrice du restaurant
- 2018 : Maman a tort : Marianne Aubrais
- 2020 : Peur sur le lac : Manon Carrère
- 2020 - 2022 : 3615 Monique : Monique Masnel
- 2022 : Syndrome E : Dr Florence Bordier
- 2022 : Crimes parfaits : Aurélie Lelièvre (saison 3, épisode 14 : D'une pierre deux coups)
- 2023 : Alex Hugo de Thierry Petit : Mathilde Laurent (saison 9, épisode 3 : Cold Case)
- 2023 - 2024 : The Walking Dead: Daryl Dixon : Genet
- 2024 : L'Éclipse de Franck Brett : Manue Vitali
- 2024 : La Vallée en danger d'Elsa Bennett : Floriane Bourdieu

#### Téléfilms
- 2003 : LePride l'honneur de Gérard Marx : Sophie Larrieu
- 2004 : Paul Sauvage de Frédéric Tellier : Sam
- 2008 : État de manque de Claude d'Anna : Elsa
- 2011 : Tout le monde descend de Renaud Bertrand : Nadège Blancourt
- 2013 : Un enfant en danger de Jérôme Cornuau : Hélène
- 2016 : L'Entreprise de Sébastien Deux : Catherine
- 2017 : Prêtes à tout de Thierry Petit : Aline Berthou
- 2021 : Mention particulière : Bienvenue dans l'âge adulte de Cyril Gelblat : Nathalie Berger
- 2021 : Meurtres à Blois d'Elsa Bennett et Hippolyte Dard : Alice Deschamps
- 2021 : En attendant un miracle de Thierry Binisti : Fiona
- 2024 : L'Enchanteur de Philippe Lefebvre : Gisèle Halimi
- 2025 : Haut les cœurs d'Antoine Garceau : Andrée

## Théâtre
- 1999 : La Nuit des rois de William Shakespeare, mise en scène L. Pacot-Grivel
- 2002 : Le Menteur de Pierre Corneille, Théâtre Hébertot
- 2005 : Le manège de Florian Zeller, mise en scène Nicolas Briançon, Petit Montparnasse
- 2006 : Début de fin de soirée de Clément Michel, Comédie de Paris
- 2011 : Au moment de la nuit d'après La Nuit et le Moment de Claude-Prosper Jolyot de Crébillon et Le Pain de Ménage de Jules Renard, adaptation et mise en scène Nicolas Briançon, Studio des Champs-Élysées
- 2012 : Volpone de Ben Jonson, adaptation et mise en scène Nicolas Briançon, théâtre de La Madeleine Paris
- 2014 : Chambre froide de Michele Lowe, mise en scène Sally Micaleff, La Pépinière-Théâtre
- 2016 : La Rivière de Jez Butterworth, mise en scène Jérémie Lippmann, Comédie des Champs-Élysées
- 2017 : En attendant Bojangles de Olivier Bourdeaut, mise en scène Victoire Berger-Perrin, Festival d'Avignon off
- 2018 : En attendant Bojangles de Olivier Bourdeaut, mise en scène Victoire Berger-Perrin, La Pépinière-Théâtre
- 2018 : Le Canard à l'orange de William Douglas-Home, mise en scène Nicolas Briançon, Festival d'Anjou
- 2019 : Le Canard à l'orange de William Douglas-Home, mise en scène Nicolas Briançon, Théâtre de la Michodière
- 2022 : Berlin Berlin de Patrick Haudecœur et Gérald Sibleyras, mise en scène José Paul, Théâtre Fontaine
- 2025 : Rose Royal de Nicolas Mathieu, mise en scène Romane Bohringer, théâtre des Halles festival off d'Avignon

## Distinctions
- Festival de la fiction TV de La Rochelle 2017 : Meilleure interprétation féminine dans Prêtes à tout[4].
- Molières 2018 : nomination au Molière de la comédienne dans un spectacle de théâtre privé pour En attendant Bojangles
- Molières 2019 : nomination au Molière de la comédienne dans un spectacle de théâtre privé pour Le Canard à l'orange